# Мономер
Мономе́р (англ. monomer, нім. monomere Substanz f, Monomere n, Grundmolekül n) — низькомолекулярна хімічна сполука, яка є первісним матеріалом для синтезу полімерів. З мономера утворюється структурна ланка полімеру, вона матиме такий самий кількісний склад у випадку полімеризації чи інший склад у випадку поліконденсації.

## Загальний опис
Мономерами можуть виступати сполуки, що містять кратні зв'язки, циклічні фрагменти та реакційноздатні функціональні групи.
Полімери можуть складатися із мономерів одного типу або різних типів. В останньому випадку вони називаються кополімерами. 
Полімери, що складаються з відносно невеликого, точно визначеного числа мономерів, називаються олігомерами. Для дуже малих олігомерів вживаються назви димер, тример тощо.
Мономерами білків є амінокислоти. З мономерів складаються вуглеводи, ліпіди, білки, вітаміни.

## Комономер
Один із суміші мономерів, що при кополімеризації входить в ланцюг макромолекули кополімеру.

## Макромономер
Мономер, що складається з макромолекул.
Макромономерна ланка — найбільша структурна ланка, внесена однією макромономерною молекулою в структуру макромолекули.